# Terror Squad (film)
Terror Squad è un film del 1987 diretto da Peter Maris ed interpretato da Chuck Connors.

## Trama
In una cittadina dell'Indiana, due terroristi libici, dopo un fallito assalto ad una centrale nucleare, si rifugiano in una scuola prendendo in ostaggio un gruppo di studenti con il loro insegnante. Il capo della polizia cerca di negoziare la libertà degli ostaggi, ma c'è chi invece vorrebbe usare la forza per liberarli.

## Produzione
La maggior parte del film è stata girata a Kokomo, nell'Indiana, con alcune parti girate a Michigan City e la scena iniziale girata ad Istanbul. Sebbene la maggior parte dei personaggi principali fossero interpretati da attori professionisti, molti residenti di Kokomo furono assunti come comparse o assistenti sul set.

## Distribuzione
In Italia il film è stato distribuito direttamente in VHS il 28 ottobre 1987 da parte della CBS/Fox.

## Accoglienza

### Critica
Il film ha ricevuto recensioni contrastanti. Variety considera il film interessante, nonostante la sua trama assurda. Dennis Schwartz ha criticato il film per essere stato goffo, con la sua produzione scadente e per i personaggi unidimensionali.